# Internazionali di Tennis Città dell'Aquila 2018 - Singolare
Il singolare degli Internazionali di Tennis Città dell'Aquila 2018, facenti parte dell'ATP Challenger Tour, ha avuto come vincitore l'argentino Facundo Bagnis che ha battuto in finale l'italiano Paolo Lorenzi con il punteggio di 2-6, 6-3, 6-4.

## Teste di serie
1. Roberto Carballés Baena
2. Paolo Lorenzi
3. Hugo Dellien
4. Rogério Dutra da Silva

1. Thiago Monteiro
2. Facundo Bagnis
3. Gianluigi Quinzi
4. Luca Vanni

## Tabellone

### Legenda
| - Q = Qualificato - WC = Wild card - LL = Lucky loser | - ALT = Alternate - SE = Special Exempt - PR = Protected Ranking | - w/o = Walkover - r = Ritirato - d = Squalificato |

### Parte finale
|  | Semifinali | Semifinali       | Semifinali | Semifinali | Semifinali |  |  | Finale | Finale         | Finale | Finale | Finale |  |
|  |            |                  |            |            |            |  |  |        |                |        |        |        |  |
|  | 6          | Facundo Bagnis   | 6          | 5          | 7          |  |  |        |                |        |        |        |  |
|  |            | Guilherme Clezar | 3          | 7          | 64         |  |  | 6      | Facundo Bagnis | 2      | 6      | 6      |  |
|  | 5          | Thiago Monteiro  | 7          | 63         | 6          |  |  | 2      | Paolo Lorenzi  | 6      | 3      | 4      |  |
|  | 2          | Paolo Lorenzi    | 65         | 7          | 3          |  |  |        |                |        |        |        |  |